# 天鵝座V568
天鵝座V568，又名BD+34 4127，HD 197419、SAO 70406、HR 7927，是天鵝座的一颗恒星，视星等为6.66，位于銀經76.64，銀緯-4.18，其B1900.0坐标为赤經20h 38m 27.2s，赤緯+35° -4.18′ 52″。